# Ruellia kleinii
Ruellia kleinii là một loài thực vật có hoa trong họ Ô rô. Loài này được C.Ezcurra & Wassh. miêu tả khoa học đầu tiên năm 1992.